# Маренникова, Светлана Сергеевна
Светлана Сергеевна Маренникова (1923—2021) — советский и российский учёный-вирусолог, одна из основных участников программы ВОЗ по глобальной ликвидации оспы, доктор медицинских наук, профессор. Заслуженный деятель науки РСФСР (1989).

## Биография
Родилась 7 октября 1923 года в Харькове.
С 1942 по 1947 год обучалась на лечебном факультете 1-го Московского ордена Ленина медицинского института, который окончила с отличием.
С 1948 года на научно-исследовательской работе в НИИ вирусологии АМН СССР в качестве лаборанта и младшего научного сотрудника. С 1950 года на научной работе в Государственном контрольном институте медицинских биологических препаратов имени Л. А. Тарасевича в качестве научного сотрудника и аспиранта под руководством академика В. Д. Соловьёва.
С 1953 года на научно-исследовательской работе в НИИ вакцин и сывороток имени И. И. Мечникова АМН СССР в качестве заведующей лаборатории гриппозной и оспенной вакцины и руководителя отдела вирусов, одновременно с 1962 по 1967 год — заместитель директора этого института по научной работе, с 1962 года одновременно с основной деятельности являлась руководителем лаборатории профилактики оспы и директором Центра ВОЗ по оспе и родственным инфекциям при этом институте. С 1955 по 1956 год по распоряжению Министерства здравоохранения СССР выезжала в Узбекскую ССР для ликвидации последствия завозных вспышек оспы, по результатам этой поездки ей впервые в Советском Союзе была выделена чистая культура вируса оспы. Помимо основ ной деятельности на научной работе в ВНИИ молекулярной биологии (1985 года — НПО «Вектор») в качестве главного научного сотрудника.

### Научно-педагогическая деятельность и вклад в науку
Основная научно-педагогическая деятельность С. С. Маренникова была связана с вопросами в области вирусологии, занималась исследованиями в области ортопоксвирусных инфекций и профилактики заболевания оспой. С. С. Маренникова внесла весомый вклад в изучение ряда вирусов, в том числе вирусов группы оспы, результаты этих исследований включают в себя разработку высокоэффективной системы диагностики натуральной оспы, а так же создание и внедрение в медицинскую практику средств экстренной химио — и серопрофилактики. Под её руководством была создана коллекция штаммов вируса натуральной оспы из различных стран мира, а также других вирусов оспенной группы. С 1985 года занимается исследованиями по проблеме СПИДа, ей были разработаны и внедрены в медицинскую практику диагностические тест-системы для выявления ВИЧ-инфекции. С. С. Маренникова являлась одним из двух советских членов Глобальной комиссии ВОЗ по сертификации ликвидации оспы и была одним из подписантов Декларации об уничтожении оспы в мире. Являлась так же членом Специального комитета экспертов ВОЗ по ортопоксвирусным инфекциям и
экспертом ВОЗ по вирусным инфекциям.
В 1952 году защитила кандидатскую диссертацию по теме: «Изучение наследственных свойств вируса гриппа и его изменчивости под влиянием условий среды», в 1963 году защитила диссертацию на соискание учёной степени доктор медицинских наук по теме: «Материалы по изучению возбудителя, лабораторной диагностике и экстренной профилактике натуральной оспы». В 1978 году ВАК СССР ей было присвоено учёное звание профессор. С. С. Маренникова являлась автором более трёхсот научных трудов, монографий и изобретений, ей было разработано и внедрено в медицинскую практику более двадцати лечебных, диагностических и профилактических препаратов и инструктивных материалов. Под её руководством было защищено шесть докторских и тридцать кандидатских диссертаций.

## Основные труды
- Изучение наследственных свойств вируса гриппа и его изменчивости под влиянием условий среды / Акад. мед. наук СССР. — Москва : [б. и.], 1952.
- Оспенная ововакцина / Под ред. А. П. Музыченко ; М-во здравоохранения СССР. Моск. науч.-исслед. ин-т вакцин и сывороток им. И. И. Мечникова. — Москва : [б. и.], 1958. — 143 с.
- Натуральная оспа: Труды Конференции по вопросам эпидемиологии, клиники, лабораторной диагностики, специфич. профилактики и терапии / М-во здравоохранения СССР. Моск. науч.-исслед. ин-т вакцин и сывороток им. И. И. Мечникова ; Под ред. С. С. Маренниковой. — Москва : Бюро науч. информации, 1961. — 184 с.
- Материалы по изучению возбудителя, лабораторной диагностике и экстренной профилактике натуральной оспы / Акад. мед. наук СССР. — Москва : [б. и.], 1963.
- Как это было: программа глобальной ликвидации оспы в воспоминаниях ее участников: [сборник] / М-во здравоохранения и соц. развития Российской Федерации, Федеральная служба по надзору в сфере защиты прав потребителей и благополучия человека, Федеральное бюджетное учреждение науки Гос. науч. центр вирусологии и биотехнологии «Вектор»; под ред. С. С. Маренниковой. — Новосибирск : ЦЭРИС, 2011. — 276 с[4]

## Награды, звания
- Орден «Знак Почёта»
- Заслуженный деятель науки РСФСР